# Réponse d'Abravanel au décret de l'Alhambra
 (novembre 2010).
Lorsqu'un décret royal, officialisé en mars 1492, ordonne l'expulsion des Juifs d'Espagne, et aboutit à leur diaspora à travers le Maghreb, le Moyen-Orient, et l'Europe méridionale, bien que toute la communauté juive y réagisse, la réponse la plus violemment éloquente est celle de Don Isaac Abravanel.
Il est historiquement avéré qu'Abravanel et Abraham Senior avaient obtenu audience auprès des souverains.
Selon une légende, qui circulait à l'époque de l'expulsion même, ils seraient presque parvenus à inverser la volonté des monarques, leur offrant 300 000 ducats d'or.
Cependant, le Fray Tomas de Torquemada, grand Inquisiteur, et surtout confesseur d'Isabelle, aurait fait irruption la bave aux lèvres, et, après avoir jeté la croix aux pieds d'Isabelle, vitupéré en la frappant à la tête : « Judas a vendu son maître pour 30 deniers d'argent, et toi, tu t'apprêtes à le refaire ! »
En réalité, Abravanel et Senior avaient obtenu deux délais et de belles promesses, avant de s'apercevoir qu'elles n'étaient que chimères, lorsqu'Isabelle leur dit, à leur troisième et dernière entrevue que le cœur des rois étant un cours d'eau dans la main de Dieu, ce qui arrivait était voulu par Lui (l'argument est bien sûr faux, puisque les rois concernés étaient ceux d'Israël, mais il illustre éloquemment le fanatisme idéologique derrière cette décision).
Il aurait alors rédigé cette réponse à la veille de son départ.
La réponse d'Abravanel et la malédiction proférée contre l'Espagne qu'elle contenait auraient été si puissantes que les autorités rabbiniques auraient jugé qu'habiter en Espagne était en violation avec la Halakha.
Selon le Yabia Omer (vol. VII, Yoré Déa 14.), la tradition dans ce domaine est que ce sont les expulsés d'Espagne qui auraient juré de ne pas y retourner et auraient imposé par anathème à leurs descendants d'adopter le même serment, qui selon diverses autorités rabbiniques n'aurait de valeur que pour eux et ne serait pas contraignant pour ceux qui ne sont pas leurs descendants. Par ailleurs, beaucoup considèrent cette interdiction comme ayant été annulée lors de l'abolition de l'Inquisition, en 1834.